# کاراسنا

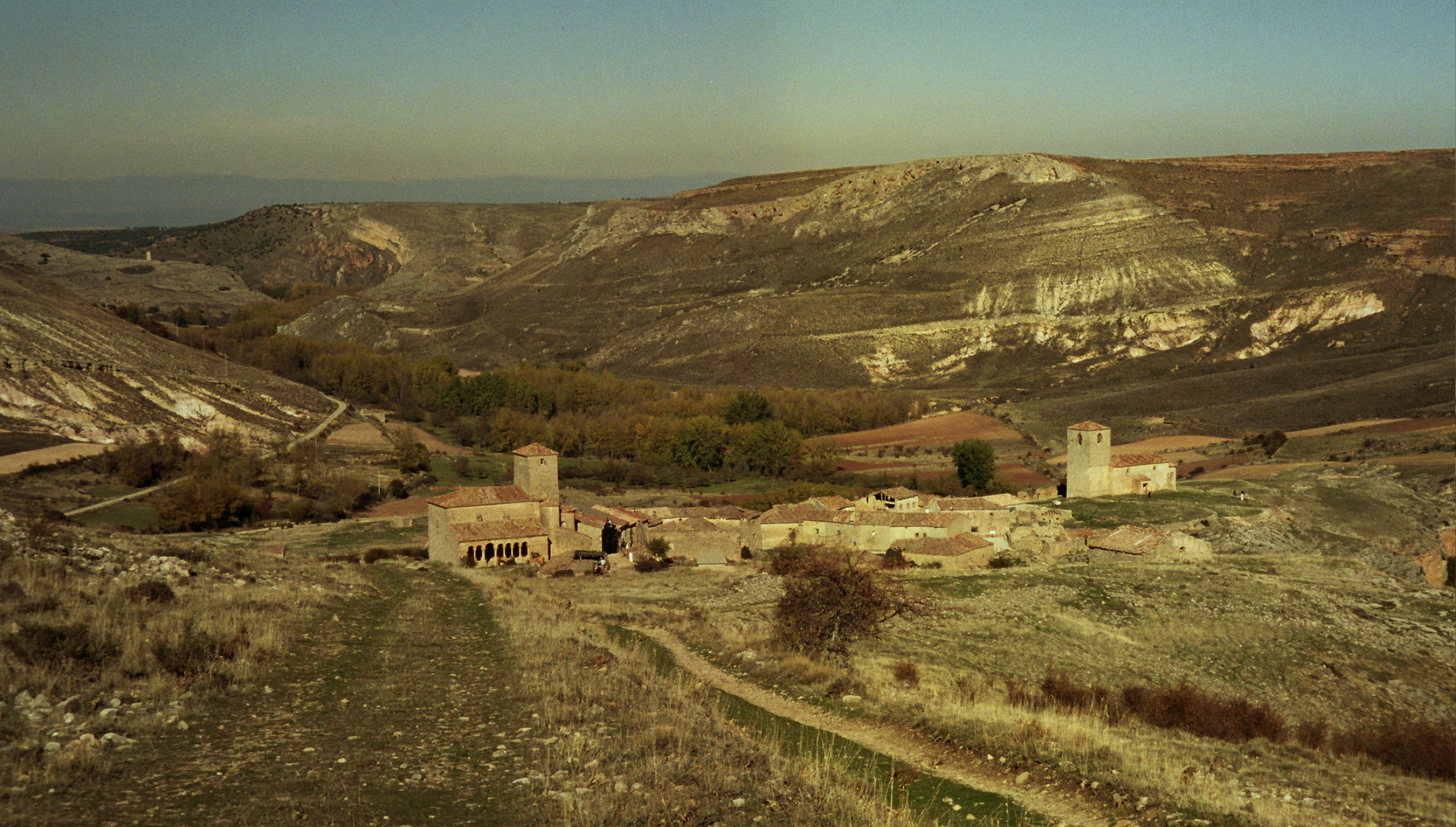

کاراسنا (انگلیسی: Caracena) یک شهرداری در کشور اسپانیا است که در استان سریا در بخش خودمختار کاستیا و لئون واقع شده است.